# Jakov Markijski
Jakov Markijski (lat. Jacobus de Marchia, tal. Giacomo della Marca; Monteprandone, oko 1391. – Napulj, 28. studenoga 1476.), talijanski franjevac, misionar, propovjednik, pisac i vikar Bosanske vikarije.

## Životopis
Jakov Markijski rođen je kao Domenico Gangala u Marchama (Picenium) kod talijanskoga grada Monteprandonea u ankonskom kraju. Bio je osamnaesto dijete u talijanskoj obitelji. Rano je ostao bez oca pa su ga kao sedmogodišnjaka poslali da čuva ovce. Jednom se susreo s vukom, uplašio se i u osmoj godini pobjegao ujaku svećeniku u susjedni grad Offidu. U Ascoliju je završio osnovnu i srednju školu. Studirao je pravo u Perugi uzdržavajući se od instrukcija sinu nekoga plemića. Na sveučilištu u Perugi doktorirao je građansko pravo i  postao bilježnik. Nastanio se u Firenzi. Na povratku u rodno mjesto Marche, zaustavio se u Assisiju. Boraveći u Assisiju odlučio je stupiti u franjevački red. Godine 1416. položio je redovničke zavjete i uzeo ime Jakov (Giacomo). Novicijat je proveo u asiškim Carcerima. Kod svetog Bernardina Sijenskog u Fiesoleu studirao je teologiju. Zaređen je 1420. godine.
Fra Jakov je osnovao zaklade za pozajmljivanje novca bez velikih kamata montes pietatis – brda pobožnosti). Na svoju propovijed pozvao je sve milanske prostitutke i zatražio od vjernika da daruju priloge za miraz onima koje se žele udati, odnosno za pomoć onima koje žele u samostane. Tada se trideset prostitutki obratilo. Zavađene je uporno mirio ne puštajući ih dok god se ne pomire. Podigao je mnoge bolnice i sirotišta za nezbrinutu djecu. U krajevima bez vode dao je iskopati zdence za vodu.  
Mnoge krivovjerce je obratio, a u Franjevački red privukao mnoge uzorne ljude. Puk ga je još za života smatrao svetim i najslavnijim propovjednikom.     
Živio po uzoru na svetog Franju. Provodio je vrlo strog život, posteći sedam korizmi u godini. Mesa nikada nije jeo. Nosio je pokorničku odjeću. Često je bio bolestan. Bolesničko pomazanje primio je šest puta. Doživio je 82 godine.

## Propovjednik u Europi
Jakov Markijski s propovijedanjem je započeo na blagdan Sv. Antuna Padovanskog 1422. godine u Firenzi u crkvi San Miniato. Od tada je kao vrstan propovjednik propovijedao 54 godine gotovo svakog dana, a nekada i više puta na dan. Štovali su ga i tražili vjernici, biskupi i kraljevi. Obišao je Italiju, Dalmaciju, Bosnu, Slavoniju, Srijem, Bačku, Ugarsku, Češku, Francusku, Dansku, Švedsku, Poljsku, Austriju i Njemačku. Gorljivo je propovijedao kršćanske istine. Posebno je korio mane: mržnje, neprijateljstva, ubojstva; lihvarstvo i raskoš; raskalašenost i škrtost. Lihvare je, učitelj sv. Jakova Markijskog, sv. Bernardin Sienski nazivao gulikožama koje ispijaju Kristovu krv. Sadržaj Jakovljevih propovijedi i nastupa sadrži njegovo djelo Dialogus contra manicheos in Bosnia. Često je obavljao i veoma odgovorne misije u službi papa: Eugena IV., Nikole V. i Kalista III.

## Fra Jakov u Šibeniku, Dubrovniku i Bosni
Fra Jakov je u Dubrovniku boravio 1432., od 1433. do 1435. te krajem 1457. ili početkom 1458. godine. Djelovao je u Bosni 1432.-1433. te od 1435. do 1438. godine. Osim propovijedanja fra Jakov se borio protiv krivovjerja, posebice husitizma u južnim krajevima Ugarske. Obavljao je diplomatsku misiju na ugarskom dvoru za vrijeme kraljeva Sigismunda, Alberta i Ladislava V. Sakupljao je dokaze za kanonizaciju Ivana Kapistranskoga. Godine 1431. fra Jakov je u Šibeniku posjetio dvojicu braće Nikole Tavelića. Fra Jakov je u Dubrovniku propovijedao nekoliko puta. U Gradu je prvi put propovijedao u siječnju 1432. godine. Senat ga je nazvao najdostojnijim sijačem Božje riječi.
Vrhovni upravitelj Reda 1. travnja 1432. godine fra Jakova imenovao je vizitatorom u Bosni. Bio je zadužen za provođenje reformi. Došavši u Jajce našao je oslabljenu samostansku stegu, a fratre razasute po privatnim kućama i na svojim posjedima. Kako je bio strog prema sebi tako se ponašao i prema braći franjevcima. Zabranio im je da posjeduju dobra te ih skupio i uspostavio samostanski život. To se nije sviđalo kralju Tvrtku II., a ni nekim franjevcima. Tvrtko II. zabranio je fra Jakovu uvoditi promjene u život franjevaca. Fra Jakov je Bosnu prvi put napustio 1433. godine i otišao u Dubrovnik.
Kralj je zatražio oprost od fra Jakova i pozvao ga da se vrati u Bosnu i da će ga primiti s najvećim počastima i ponašati se prema njemu kao prijatelju. Dubrovački senat 1435. godine upozorio je fra Jakova u svezi istih reformi u Bosni koje je provodio i u Konavlima.

### Fra Jakov u Deževicama
Na nagovor pape Eugena IV. Jakov 1435. godine ponovo dolazi u Bosnu, gdje je ubrzo izabran za poglavara Bosanske vikarije. Fra Jakov je tada Deževice odabrao za mjesto svoga boravka. Spavao je u špilji iznad Deževica uz potok Nevra. Mijo Batinić je 1881. godine napisao da puk pokazuje špilju u kojoj je svetac „samotovao“ i križ pred kojim je molio. Fra Jakov nije odustajao od reformi, pa je ponovo došao u sukob s kraljem, plemstvom i nekim fratrima. Kraljica Doroteja bila je Jakovljeva protivnica. Pozvala ga je da dođe u Bobovac lažno obećavši da će ga štititi. Međutim, angažirala je četvoricu razbojnika da iz zasjede ubiju fra Jakova. Kad su zločinci s oružjem u ruci iskočili pred Jakova on je mirno raširenih ruku potrčao prema njima govoreći: Evo mene, radite što god vam je odozgor pripušćeno jer ja se nimalo ne bojim poginuti za stvar Božju i prave vjere. Znam dobro, tko i zašto vas je poslao, te ako je Božja volja, ispunite nalog one jadne žene. Zlikovci su postiđeni pali na zemlju i zamolili oproštenje, koje im je Jakov dao te ih križem blagoslovio i pustio. Jakov je nastavio put i došao u Bobovac. Ugledavši ga kraljica se zaprepastila, ali se ubrzo sabrala i ponizno primila Jakova koji joj je ponizno i hrabro rekao: Pred tobom je, o kraljice, fra Jakov kojeg si bila zapovjedila umoriti. Ali nisi velike misli zasnovala, što si htjela oduzeti život, ne kakovu mogućniku oli junaku, nego ubogu fratru koj ne vrijedi nijedne mušice. Ponižena kraljica slušala je fra Jakova, a velikaši su zavikali da je Jakov svetac i da ga pusti da obavlja svoju službu. Fra Jakov uložio je veliki trud kupujući knjige za naobrazbu svoje braće franjevaca. Tako su franjevci prije turske okupacije imali svoje knjižnice.

### Obraćenja na katoličanstvo
Fra Jakov je mnoge obratio na katoličanstvo. Kralja Stipana Tomaša Kotromanića obratio je 1444. godine na katoličanstvo, a krstio ga je iste godine španjolski kardinal, pravnik i diplomat Juan de Carvajl (1400. – 1469.). Kralj Tomaš dozvolom pape Eugena IV. razveo se 29. svibnja 1445. od supruge Vojače. Na blagdan Uzašašća 26. svibnja 1446. godine oženio je Katarinu Vukčić Kosaču, kćer hercega Stipana Vukčića Kosače. Katolički obred vjenčanja obavljen je u Milodražu kod Fojnice. Tomaš i Katarina imali su sina Sigismunda i kćer Katarinu. Kralj Tomaš i kraljica Katarina sagradili su 6 crkava. 
Jakov Markijski obratio je Anđela Zvizdovića na katoličku vjeru koji je stupio u franjevački red. Anđeo Zvizdović je na katoličanstvo obratio roditelje, rodbinu i mnoge druge. 
U Dubrovnik se vratio prigodom obilaska dalmatinske obale krajem 1457. ili početkom 1458. godine. Nakon 1458. godine fra Jakov zbog slabog zdravlja nije napuštao Italiju.

### Fra Jakov u Slavoniji, Srijemu i Bačkoj
Jesen 1436. i zimu 1437. fra Jakov je proveo u Slavoniji, Srijemu, Bačkoj i južnoj Ugarskoj. U proljeće 1437. boravio je u Francuskoj a u ljeto te godine ponovno je došao u Slavoniju i Srijem. Krajem 1437. fra Jakov je boravio u Rimu gdje je papu izvjestio o stanju u Mađarskoj, sjevernoj Hrvatskoj i Bosni. Početkom 1438. fra Jakov je po treći put bio u Srijemu. U ljeto te godine istekla mu je služba u Bosni pa je ponovo došao u Srijem, Bačku i Slavoniju.

### Fra Jakov u Ugarskoj
Fra Jakov je posljednji put posjetio Ugarsku 1457. godine. Tada je posjetio grob svog prijatelja Ivana Kapistranskoga u Iloku. Uvjerio se da se u Iloku po zagovoru Ivana Kapistranskoga događaju čuda. Fra Jakov je od tada radio na prikupljanju dokaza za kanonizaciju Kapistranskoga. Vrativši se iz Iloka u Budim fra Jakov je kralju Ladislavu V. pokazao četrnaestogodišnju djevojčicu koju je Kapistranov dodir izliječio od sljepoće i šepavosti. To je svjedočanstvo zabilježio notar ostrogonskoga nadbiskupa. Taj dokument i ostale dokaze o čudesima koja su se dogodila na zagovor Kapistranskoga, fra Jakov je po fra Aleksandru iz Dubrovnika poslao papi Kalistu III.

## Smrt
Zbog slaboga zdravlja fra Jakov se 1458. godine trajno vratio u Italiju. Od tada do kraja života propovijedao je u Italiji. Fra Jakov Markijski umro je u Napulju 28. studenoga 1476. godine. Posljednje su mu riječi bile: Isus, Marija. Neka je blagoslovljena Muka Kristova.
Relikvije svetoga Jakova Markijskoga nalaze se u crkvi S. Maria Nuova. Godine 2001. zemni ostatci sv. Jakova Markijskoga preneseni su u njegovo rodno mjesto Monteprandone u crkvu Gospe od milosti. Papa Urban VIII. proglasio ga je 1624. blaženim, a papa Benedikt XIII. kanonizirao ga je 1726. godine. Suzaštitnik je Napulja. Kult svetog Jakova Markijskog svjedoče mnoge župe, crkve i kapele posvećene njemu diljem svijeta.
U ikonografiji se prikazuje s kaležom u desnoj ruci, a pokraj njega je zmija. Prema legendi, otrov koji su mu krivovjerci više puta dali nije mu mogao naškoditi.     
Spomendan je 28. studenoga.

## Vanjske poveznice
- Sveti Jakov Markijski  Arhivirana inačica izvorne stranice od 22. ožujka 2018. (Wayback Machine), sveci.net